# 长春市实验中学
长春市实验中学，建校于1923年，与东北师范大学附属中学(附中)、吉林省实验中学(省实验)、长春市第十一中学(十一高)三校并称为长春市普通高中“四大校”。长春市实验中学的前身是1923年的满铁株式会社长春商业学校。目前，长春市实验中学设有高中部、国际部。现任党委书记于利合，校长、党委副书记辛万香。

## 学校概况
长春市实验中学是一所长春市教育局直属的公立完全中学，是吉林省首批办好的重点中学，吉林省首批示范性高中，国家级示范性高中。学校始建于1923年，时名为满铁商业学校，学制五年，校址位于长春市嫩江路13号。1945年长春光复以后，学校易名吉林省立长春高级中学、长春师范学校。1949年以后，学校校名几经变更，于1979年定名为长春市实验中学，并沿用至今。
学校原址位于长春市宽城区西二条13号。1993年，新的教学楼投入使用，由钱伟长题写校名。2003年，占地20公顷的现代化的净月校区投入使用，学校逐渐全部搬迁至净月校区。

## 历史沿革
| 时间          | 校名                 | 备注                                                   |
| ------------- | -------------------- | ------------------------------------------------------ |
| 1923.9—1932.1 | 满铁株式会社商业学校 | 五年制                                                 |
| 1932.1—1945.8 | 新京商业学校         | 五年制                                                 |
| 1945.8—1948.7 | 长春市师范学校       |                                                        |
| 1945.8—1948.7 | 长春市师范学校       |                                                        |
| 1945.7—1949.1 | 吉林省立长春高级中学 |                                                        |
| 1949.2—1949.9 | 长春市临时中学       |                                                        |
| 1949.9—1953.8 | 吉林省立长春高级中学 | 高中三年制                                             |
| 1953.8—1955.8 | 长春市第一高级中学   | 高中三年制                                             |
| 1955.8—1956.8 | 长春市中学校         | 初中三年制、高中三年制                                 |
| 1956.8—1960.5 | 长春市第十中学       | 初中三年制、高中三年制                                 |
| 1960.5—1962.8 | 长春市第一实验学校   | 初中三年制、高中三年制                                 |
| 1962.8—1968.8 | 长春市实验学校       | 中学五年制，初、高中三/二分段                          |
| 1968.8—1979.4 | 长春市第六十七中学   | 中学四年制、中学五年制                                 |
| 1979.4—1998.3 | 长春市实验中学       | 初中三年制、高中三年制、少年实验班五年制               |
| 1998.3—2001.4 | 长春市实验中学       | 初中三年制、高中三年制；合并长春市第三中学为初中部     |
| 2001.4—2008.9 | 长春市实验中学       | 高中三年制；初中部并入长春市第七十二中学               |
| 2008.9—2011.9 | 长春市实验中学       | 初中三年制、高中三年制；2008年秋恢复初中部             |
| 2011.9至今    | 长春市实验中学       | 初中三年制、高中三年制、国际部高中；2011年秋成立国际部 |

## 知名校友
1. ↑  .   [2015-07-28]. （原始内容存档于2015-07-21）.
2. ↑  .   [2015-07-28]. （原始内容存档于2016-03-05）.